# 津久見站

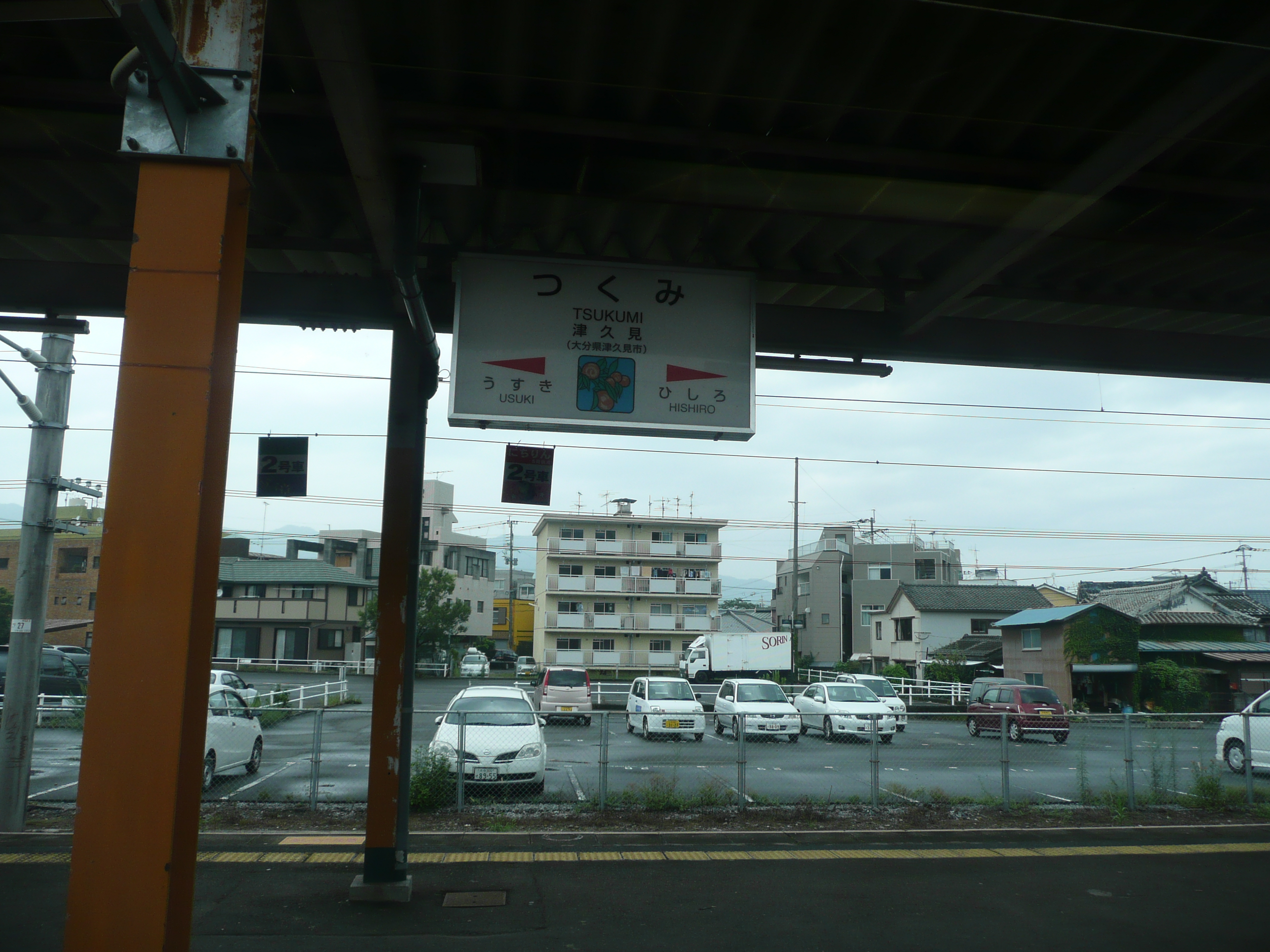
站名牌

津久見站（日语：／ Tsukumi eki */?）是位於大分縣津久見市，屬九州旅客鐵道（JR九州）的日豐本線車站。事務管號碼為▲920539。現時由JR九州服務支援管理的業務委託車站，設有綠色窗口。
此站為津久見市的中心車站，所靠所有等級列車。

## 車站構造

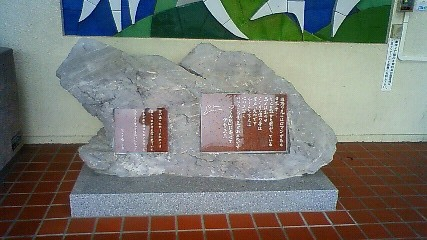
「殘雪」紀念碑

現時的站房為第二代站房，位於車站北端，屬以水泥建成的兩層高跨站式站房，樓層間只以樓梯連接，但裝設了沿扶手加建軌道、可搭載輸椅的樓梯升降機。
地下樓梯口旁放置了三件裝飾品，首先置中的是建於2010年3月、刻有由津久見市出身的伊勢正三作詞及作曲的歌曲「殘雪」部分歌詞的紀念碑。車站月台曾使用以此曲為發車音樂多年；後方有一副彩色拼砌畫；左側則豎立了一座由前日本美術家聯盟前理事長、雕刻家山本稚彥所製作的雕塑「晨早的願望」（朝の願い）。至於地下樓層則分間成兩個單位，其中近樓梯一方曾經作為津久見市觀光案內所，但現時已停用，另一間則長年未有使用。
站房右側的建築物設有男、女獨立洗手間及津久見市觀光協會所在地。站外廣場則豎立了大友宗麟的銅像。
而車站南口則以行人天橋連接至站房二樓的售票大堂。
二樓的售票大堂，設有兼備綠窗口功能的售票窗口、人手驗票閘口、候車室、 自動售票機等設施。候車室內放置了多張舊式木座椅，部份被重新畫上不同的圖案作美化。通過閘口後，沿同樣裝置了輪椅升降台的樓梯到達月台。

### 舊站房
車站開業初期，已建有木製兩層高的站房。大約於1980年拆卸，期間以鋼架及木板搭成的兩層高的建築物作為臨時站房，直至新站房建成為止。

### 月台

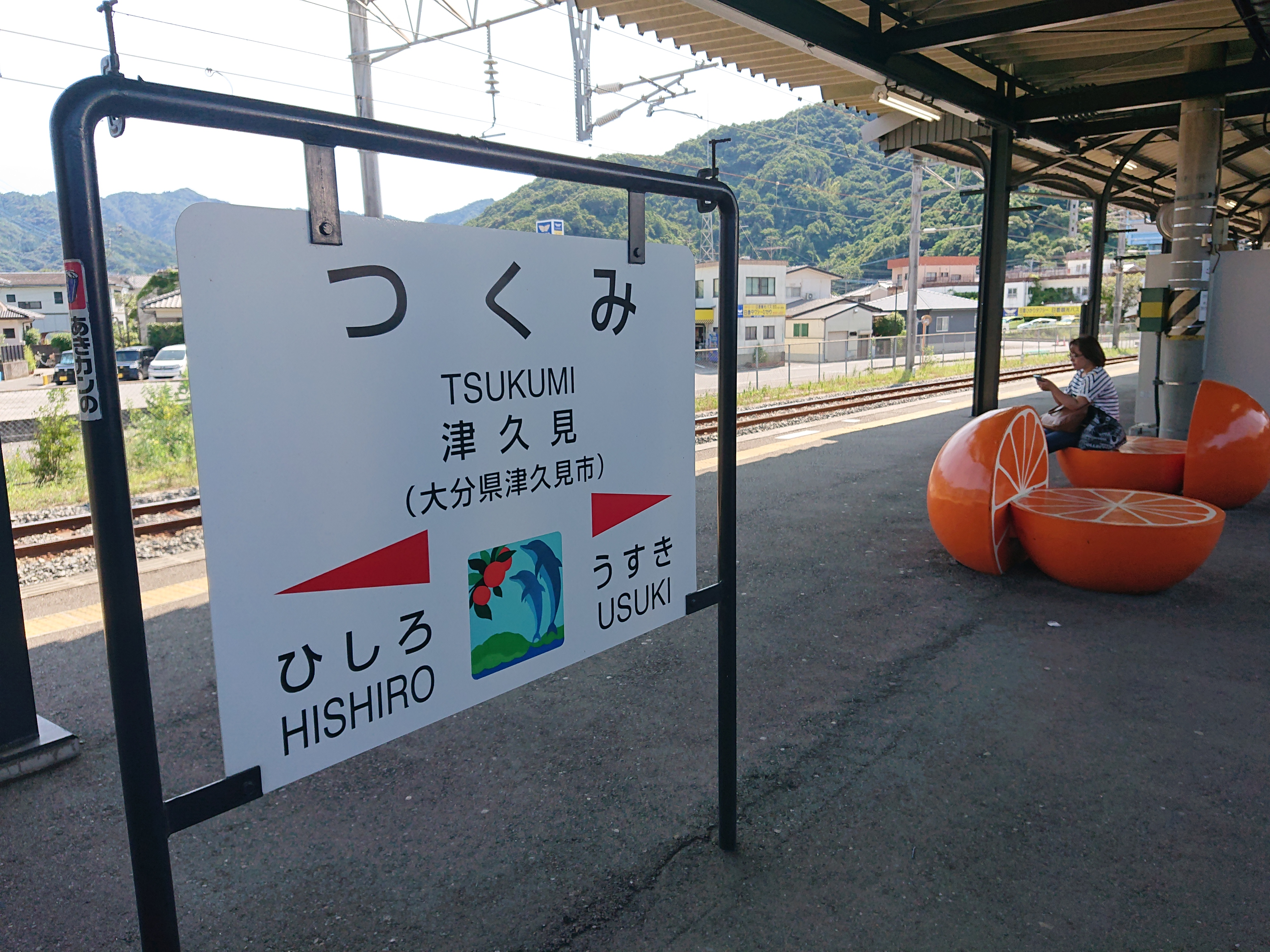
月台站牌及切開的橘柑座椅（2019年8月）

設有島式月台一座，共提供1面2線配置。月台長度達260米，而由二樓驗票口起，一直延伸約100米的月台均設有上蓋，在中途站而言是比較少有的。而在向臼杵方向、貼近行人天橋背面的月台上，建有一座以組合屋建成的兩層高樓房，在未興建新月台前已經存在。用途不詳。但自橋下起的該部份月台已被欄杆所圍封，一般乘客無法進入該範圍。
月台上除了放置有一般的獨立式塑膠座椅外，也放置了多張以切開的市花橘柑造形的座椅，以及以全日本產量第一的石灰岩所造的桌子及櫈。
過往，1號月台外側設有側線1條，2號月台外側設有側線2條，供專用列車或貨物列車停靠，但因應貨物專線取消及車站重建及往後改善工程原因，1號月台的側線及2號月台最外側的側線均已撤去。1號側線地基成為新的電柱杆基座，只在末端保留有安全側線；2號月台最外側的位置則變成了南口天橋基座、泊車場或新電柱杆基座。而向臼杵方向的一小段的路軌則得以保留，作為保線路軌。
過往，本站亦設有貨物專用線，接駁至約1.4公里外的太平洋水泥工場，及約1.6公里的貝島化學工場，但相關的專用線早於1970年代起便陸續取消，直至1984年正式撤線。
| 月台 | 路線      | 上下行 | 方向                                           |
| ---- | --------- | ------ | ---------------------------------------------- |
| 1    | ■日豐本線 | 下行   | 佐伯、南宮崎、宮崎空港方向                     |
| 2    | ■日豐本線 | 上行   | 大分、龜川、日出、中山香、中津、小倉、博多方向 |

## 歷史
- 1916年10月25日：鐵道院豐州本線臼杵～佐伯間開通，本站作為中途站開業[10]。
- 1987年4月1日：隨國鐵分割民營化，車站由九州旅客鐵道（JR九州）營運。
- 2017年：

- 9月17日：受到颱風泰利影響，全線整日停運，車站內出現水浸，月台內路軌全被倒灌的海水所夾雜的沙泥所覆蓋。
- 9月19日：臼杵站至延岡站之間不通，開設代行巴士（各站停車）來往臼杵站至佐伯站之間。
- 9月20日：開設臼杵站至延岡站之間，只停特急停車站的代行巴士，並停靠此站。
- 9月25日：只停特急停車站的代行巴士班次停止。
- 12月18日：臼杵站至佐伯站之間重開，代行服務終止。

- 2023年10月1日：由業務委託站昇格為直營站[16]。

## 使用狀況
在2023年度，1日平均乘車人次為657人。
| 乘車人員變遷 | 乘車人員變遷 |
| 年度         | 1日平均人次  |
| ------------ | ------------ |
| 2000年       | 1,171        |
| 2001年       | 1,131        |
| 2002年       | 1,105        |
| 2003年       | 1,039        |
| 2004年       | 960          |
| 2005年       | 929          |
| 2006年       | 883          |
| 2007年       | 862          |
| 2008年       | 844          |
| 2009年       | 803          |
| 2010年       | 783          |
| 2011年       | 774          |
| 2012年       | 783          |
| 2013年       | 847          |
| 2014年       | 825          |
| 2015年       | 882          |
| 2016年       | 878          |
| 2017年       | 809          |
| 2018年       | 841          |
| 2019年       | 819          |
| 2020年       | 709          |
| 2021年       | 652          |
| 2022年       | 616          |
| 2023年       | 657          |

## 相鄰車站
九州旅客鐵道
■日豐本線
- 特急「日輪」「日輪喜凱亞」「音速」停車站。

臼杵－（徳浦號誌站）－津久見－日代

## 外部連結
- JR九州津久見站 （页面存档备份，存于）